# 博克內塞特角
71°23′S 2°48′W / 71.383°S 2.800°W
博克內塞特角，是南極洲的海岬，位於毛德皇后地的瑪塔公主海岸，屬於阿爾曼嶺的西北端，挪威製圖師根據探險隊的測量和拍攝的空中照片繪入地圖，現時由南極條約體系管理。